# Pagnacco
Pagnacco là một đô thị ở tỉnh Udine trong vùng Friuli-Venezia Giulia thuộc Ý, có cự ly khoảng 70 km về phía tây bắc của Trieste và khoảng 7 km về phía tây bắc của Udine. Tại thời điểm ngày 31 tháng 12 năm 2004, đô thị này có dân số 4.824 người và diện tích là 14,9 km².
Đô thị Pagnacco có các frazioni (đơn vị cấp dưới, chủ yếu là các làng) Castellerio, Fontanabona, Lazzacco, Modoletto, Plaino, và Zampis.
Pagnacco giáp các đô thị: Colloredo di Monte Albano, Martignacco, Moruzzo, Tavagnacco, Tricesimo.